# Beniamino Pizziol
Beniamino Pizziol (Cavallino-Treporti, 15 giugno 1947) è un vescovo cattolico italiano, dal 23 settembre 2022 vescovo emerito di Vicenza.

## Biografia
Nasce a Ca' Vio, una frazione che all'epoca faceva parte del comune di Venezia e che oggi è frazione del comune di Cavallino-Treporti, nel patriarcato di Venezia, il 15 giugno 1947 da Vittorio Pizziol e Olinda Trevisan (1920-2019).

### Formazione e ministero sacerdotale
Entrato in seminario all'età di nove anni, compie gli studi nel seminario minore e maggiore di Venezia frequentando le medie inferiori, il ginnasio, il liceo classico e i cinque anni di teologia.
Il 3 dicembre 1972 è ordinato presbitero, nella chiesa di San Lorenzo Giustiniani a Mestre, dall'allora patriarca di Venezia Albino Luciani, futuro papa Giovanni Paolo I. Frequenta i corsi di liturgia pastorale presso l'Istituto Santa Giustina di Padova.
Dal 1972 al 1981 è vicario parrocchiale della parrocchia di San Lorenzo Giustiniani di Mestre al fianco del parroco don Antonio Moro, seguendo principalmente la catechesi giovanile, con particolare attenzione all'aspetto liturgico e caritativo. Insegna religione cattolica presso la scuola elementare e media del quartiere della Cipressina. Nel 1981 viene trasferito nella parrocchia di Santo Stefano a Venezia. In seguito riceve la nomina di direttore dell'ufficio liturgico e collabora al settimanale diocesano Gente Veneta.
Dal 1987 al 2002 è parroco della parrocchia di San Trovaso in Venezia. Dal 1996 al 2002 è assistente dell'AIMC e della FUCI. Dal 1997 al 2002 svolge l'incarico di provicario foraneo. Dal 1999 al 2002 è membro del collegio dei consultori.
Nel 2002 riceve la nomina a vicario generale del patriarcato e canonico onorario di San Marco. Dal 2003 è presidente del consiglio di amministrazione del Fondo di Solidarietà "San Marco" e dal 2005 svolge l'incarico di convisitatore nella visita pastorale. Dal 2007 assume anche l'incarico di moderator curiæ.

### Ministero episcopale

#### Vescovo ausiliare di Venezia
Il 5 gennaio 2008 papa Benedetto XVI lo nomina vescovo ausiliare di Venezia e vescovo titolare di Cittanova. Il 24 febbraio successivo riceve l'ordinazione episcopale, nella basilica di San Marco a Venezia, dal cardinale Angelo Scola, patriarca di Venezia, co-consacranti il cardinale Marco Cé, patriarca emerito di Venezia, e il vescovo di Trieste Eugenio Ravignani. Il cardinale Scola lo conferma nei compiti di vicario generale e moderator curiae.
Erano più di cinquant'anni che a Venezia non veniva ordinato un vescovo ausiliare, dopo che tale incarico era stato svolto dal 1957 al 1974 da Giuseppe Olivotti (al fianco dei patriarchi cardinali Angelo Roncalli, Giovanni Urbani e infine Albino Luciani), ed erano quasi venticinque anni che in Italia non veniva ordinato un vescovo di origini veneziane da quando nel 1983 era stato consacrato mons. Pierluigi Scarpa, dell'Ordine dei frati minori cappuccini.

#### Vescovo di Vicenza
Il 16 aprile 2011 papa Benedetto XVI lo nomina 79º vescovo di Vicenza; succede all'arcivescovo Cesare Nosiglia, precedentemente nominato arcivescovo metropolita di Torino. L'annuncio viene dato in contemporanea sia a Vicenza dall'amministratore diocesano Lodovico Furian sia a Venezia dal patriarca Angelo Scola.
Dopo aver portato a termine l'incarico di coordinatore della visita del Santo Padre ad Aquileia e Venezia, si congeda dal patriarcato di Venezia il 1º giugno. Il 19 giugno giunge a Vicenza dove, dopo la visita alla basilica di Monte Berico, prende ufficialmente possesso della diocesi, facendo il suo ingresso nella cattedrale di Santa Maria Annunciata. Alla cerimonia di insediamento, oltre al patriarca Angelo Scola, sono presenti il cardinale vicentino Agostino Cacciavillan e il vescovo emerito di Vicenza Pietro Giacomo Nonis.
Dal 9 settembre 2011 al 25 marzo 2012 è chiamato a ricoprire temporaneamente anche l'ufficio di amministratore apostolico di Venezia, sede vacante a seguito della nomina del patriarca Angelo Scola ad arcivescovo metropolita di Milano.
Il 24 gennaio 2014 annuncia l'inizio della visita pastorale alle comunità parrocchiali della diocesi berica.
È delegato della Consulta triveneta delle aggregazioni laicali.
Il 24 marzo 2020, in pieno tempo di pandemia di COVID-19 e alla vigilia della solennità dell'Annunciazione del Signore, compie un solenne atto di affidamento della diocesi e del mondo intero alla Madonna di Monte Berico, raccogliendo anche le diverse richieste da parte di molti devoti.
Nel 2022, qualche mese prima del compimento del suo 75º compleanno (15 giugno 2022), così come prevede il Codice di diritto canonico, presenta la lettera di dimissioni per raggiunti limiti di età dal governo pastorale della diocesi di Vicenza a papa Francesco, il quale le accoglie il 23 settembre 2022; gli succede Giuliano Brugnotto, fino ad allora vicario generale della diocesi di Treviso. Rimane amministratore apostolico fino all'ingresso del successore, che avviene l'11 dicembre seguente.
Il 3 dicembre 2022 presiede una solenne celebrazione eucaristica nella cattedrale di Vicenza nel 50º anniversario della sua ordinazione presbiterale e saluta la diocesi berica. 
Da vescovo emerito risiede a Brendola presso Villa Giuriolo-Veronese, dimora ove visse anche il vescovo emerito Pietro Giacomo Nonis e ora gestita dalla Caritas diocesana vicentina; è ora a disposizione dell'unità pastorale "Santa Bertilla" di Brendola e delle eventuali necessità pastorali diocesane (amministrazione delle cresime).

## Genealogia episcopale
La genealogia episcopale è:
- Cardinale Scipione Rebiba
- Cardinale Giulio Antonio Santori
- Cardinale Girolamo Bernerio, O.P.
- Arcivescovo Galeazzo Sanvitale
- Cardinale Ludovico Ludovisi
- Cardinale Luigi Caetani
- Cardinale Ulderico Carpegna
- Cardinale Paluzzo Paluzzi Altieri degli Albertoni
- Papa Benedetto XIII
- Papa Benedetto XIV
- Papa Clemente XIII
- Cardinale Marcantonio Colonna
- Cardinale Giacinto Sigismondo Gerdil, B.
- Cardinale Giulio Maria della Somaglia
- Cardinale Carlo Odescalchi, S.I.
- Cardinale Costantino Patrizi Naro
- Cardinale Lucido Maria Parocchi
- Papa Pio X
- Papa Benedetto XV
- Papa Pio XII
- Cardinale Eugène Tisserant
- Cardinale Bernardin Gantin
- Cardinale Angelo Scola
- Vescovo Beniamino Pizziol

## Araldica
| Stemma | Descrizione |
| ------ | --- |
|        | Lo stemma vescovile scelto da mons. Pizziol e ideato dall'araldista Giorgio Aldrighetti, contiene i seguenti elementi: il cappello prelatizio con i fiocchi di colore verde (tipico del vescovo); il leone alato con il libro aperto (antico simbolo di san Marco evangelista, patrono di Venezia e delle genti venete); le tre ancore (l'ancora è simbolo di costanza) a richiamare le virtù teologali (la Fede per l'ancora di colore azzurro, la Speranza per l'ancora verde e la Carità per l'ancora rossa) ma anche Treporti, la località natale del presule; la stella a otto punte (che simboleggia la stella del mattino e la Madre di Dio, ma anche le otto beatitudini evangeliche); la croce astile (che precede le processioni nelle liturgie solenni) all'interno dello scudo ecclesiastico. Il motto scelto, Deus Caritas est, richiama direttamente il titolo (tratto dalla prima lettera di Giovanni) della prima enciclica di papa Benedetto XVI. |